# Tupaia picta
Tupaia picta é uma espécie de mamífero arborícola da família Tupaiidae. Endêmica da ilha de Bornéu (Indonésia, Brunei e Malásia).